# Chadsia
Chadsia es un género de plantas con flores  perteneciente a la familia Fabaceae. Comprende 21 especies descritas y de estas, solo 9 aceptadas.

## Taxonomía
El género fue descrito por Wenceslas Bojer y publicado en Rapport annuel sur les travaux de la société d'histoire naturelle del'Île Maurice 1842.

## Especies aceptadas
A continuación se brinda un listado de las especies del género Chadsia aceptadas hasta julio de 2014, ordenadas alfabéticamente. Para cada una se indica el nombre binomial seguido del autor, abreviado según las convenciones y usos.	
- Chadsia coluteifolia Baill.
- Chadsia flammea Bojer
- Chadsia grevei Drake
- Chadsia irodoensis Du Puy & Labat
- Chadsia longidentata R.Vig.
- Chadsia magnifica R.Vig.
- Chadsia racemosa Drake
- Chadsia salicina Baill.
- Chadsia versicolor Bojer